# Isopurnu
Isopurnu och Pikkupurnu (även Purnulampi), eller Purnulammet är sjöar i Finland. De ligger i kommunen Rovaniemi i landskapet Lappland, i den norra delen av landet, 800 km norr om huvudstaden Helsingfors. Purnulammet ligger 167,1 meter över havet. Arean är 8,3 hektar och strandlinjen är 1,64 kilometer lång. Sjön  ingår i Kemi älvs huvudavrinningsområde. 